# جابجاشدگی سیال

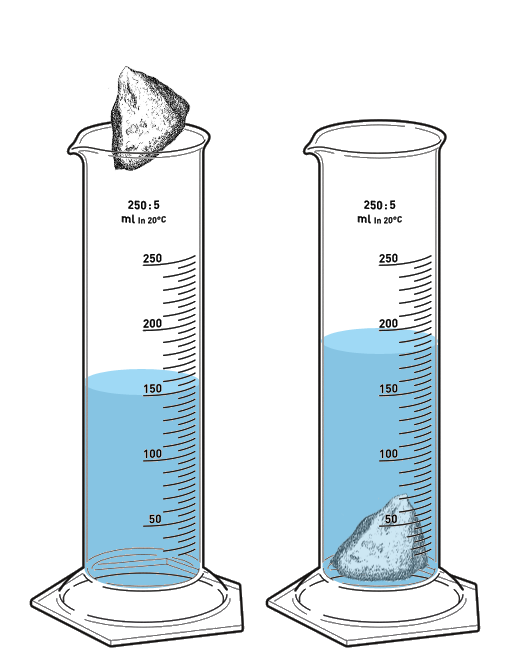
محاسبه حجم اجسام به کمک جابجایی سیال. مقداری که سطح سیال بالا می‌آید مساوی حجم تکه سنگ می‌باشد.

جابجاشدگی سیال عبارت است از مقدار آبی که یک شناور وقتی به آب می‌افتد جابجا می‌کند که این مقدار برابر با حجم خود شناور است؛ که عاملی جهت شناوری یک جسم روی آب می‌شود.(به شناوری و اصل ارشمیدس رجوع شود)
قطعه ای که غرق می‌شود مقداری از سیال را که مساوی حجم قطعه است جابجا می‌کند.